# TCTA
TCTA (англ. T-cell leukemia translocation altered) – білок, який кодується однойменним геном, розташованим у людей на 3-й хромосомі. Довжина поліпептидного ланцюга білка становить 103 амінокислот, а молекулярна маса — 11 341.
| 10         |  | 20         |  | 30         |  | 40         |  | 50         |
| ---------- |  | ---------- |  | ---------- |  | ---------- |  | ---------- |
| MAESWSGQAL |  | QALPATVLGA |  | LGSEFLREWE |  | AQDMRVTLFK |  | LLLLWLVLSL |
| LGIQLAWGFY |  | GNTVTGLYHR |  | PGLGGQNGST |  | PDGSTHFPSW |  | EMAANEPLKT |
| HRE        |  |            |  |            |  |            |  |            |

A: Аланін

D: Аспарагінова кислота

E: Глутамінова кислота

F: Фенілаланін

G: Гліцин

H: Гістидин

I: Ізолейцин

K: Лізин

L: Лейцин

M: Метіонін

N: Аспарагін

P: Пролін

Q: Глутамін

R: Аргінін

S: Серин

T: Треонін

V: Валін

W: Триптофан

Задіяний у такому біологічному процесі, як ацетилювання. 
Локалізований у мембрані.